# Kerzenzieher

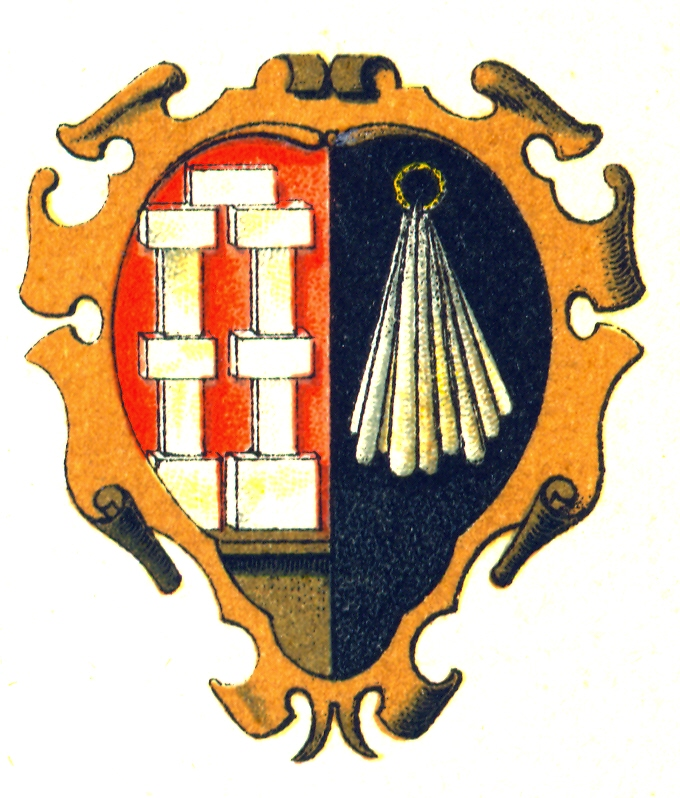
Zunftwappen der Kerzenzieher und Seifensieder

Der Kerzenzieher oder Kerzengießer war ein Handwerker, der die Herstellung von Kerzen betrieb.
Der Name Kerzenzieher kommt von der traditionellen Herstellungstechnik der Kerzen: Der Docht (oder mehrere Dochte gleichzeitig) wird in geschmolzenes Wachs getaucht und wieder herausgezogen. Der Vorgang wird wiederholt, bis die Kerze die gewünschte Dicke erreicht.
Der Beruf war bis gegen Ende des 19. Jahrhunderts ein bedeutender, traditionsreicher Handwerksberuf. Der Vorgang des Ziehens ließ sich industriell gut automatisieren, sodass der Berufsstand um 1850 an Bedeutung verlor. In Handarbeit werden heute vor allem Kerzen für besondere Zwecke gefertigt, z. B. zu Dekorationszwecken für den häuslichen oder kirchlichen Bedarf.